# 3ª Brigata proletaria d'assalto della Craina
La 3ª Brigata proletaria d'assalto della Craina, in cirillico Трећа крајишка ударна бригада, in serbo-croato Treća krajiška proleterska udarna brigada, è stata una formazione militare dell'Esercito Popolare di Liberazione della Jugoslavia che venne costituita nell'agosto 1942 nel territorio di Drvar con distaccamenti partigiani serbi della Craina bosniaca.
La nuova brigata si distinse in molte battaglie combattute dai partigiani jugoslavi fino alla fine della Seconda guerra mondiale sul fronte jugoslavo contro gli eserciti occupanti dell'Asse e i reparti collaborazionisti cetnici e ustaša.

## Storia
La 3ª Brigata d'assalto della Craina venne costituita ufficialmente il 22 agosto 1942 nel villaggio di Kamenica, vicino alla città di Drvar, raggruppando i battaglioni partigiani di Drvar e Bosanski Petrovac con il 5º distaccamento (odred) della Craina. Alla fine di ottobre la brigata venne rinforzata con l'aggregazione del battaglione autonomo "Zdravko Celar"; la nuova unità quindi disponeva al momento del suo primo impiego operativo di quattro battaglioni con circa 1.000 partigiani tra uomini e donne.
Il primo comandante della brigata fu Nikola Karanović, mentre il commissario politico era Simo Tadić; fino al 14 novembre 1942 la 3ª brigata della Craina fu alle dipendenze del comando territoriale partigiano della Craina bosniaca, quindi venne assegnata alla 1ª Divisione proletaria con la quale rimase fino alla fine della guerra. Per i brillanti successi raggiunti in azioni di combattimento contro il nemico, il 13 settembre 1943 l'unità ricevette l'ambito titolo di "brigata proletaria", mentre venne definita dal comando del I Korpus partigiano, per la sua disciplina ed efficienza, una "brigata-modello". Durante la guerra di liberazione della Jugoslavia la brigata venne elogiata per cinque volte dal Comando supremo partigiano di Tito e ricevette l'"Ordine della Liberazione Nazionale", l'"Ordine della Stella partigiana" e l'"Ordine della fratellanza e unità"; in occasione del quindicesimo anniversario della battaglia della Sutjeska, nel mese di giugno 1958 le venne anche assegnato il riconoscimento dell'Ordine dell'eroe popolare. Nove partigiani della 3ª Brigata della Craina hanno ricevuto nel corso della guerra il riconoscimento di "Eroi nazionali" della Jugoslavia.
Dopo la costituzione della brigata nell'area di Drvar, che fin dall'inizio dell'insurrezione nel luglio 1941 aveva costituito una delle zone di maggior forza dei partigiani, la nuova formazione entrò a far parte del gruppo operativo di Tito che dopo aver abbandonato l'Erzegovina e il Montenegro si era messo in marcia verso la Bosnia occidentale, e prese parte ai primi combattimenti nel mese di settembre 1942 liberando la città di Cazin e una serie villaggi nelle vicinanze. Tra il 2 e il 4 novembre 1942 la brigata della Craina si distinse nella dura battaglia di Bihać contro le forze croate e ustaša; la 3ª Krajiska eseguì una marcia forzata di 130 chilometri prima di raggiungere e attaccare Bihać, e fu la protagonista dell'importante vittoria partigiana e della liberazione della città che divenne la nuova "capitale" dello "stato di Tito".

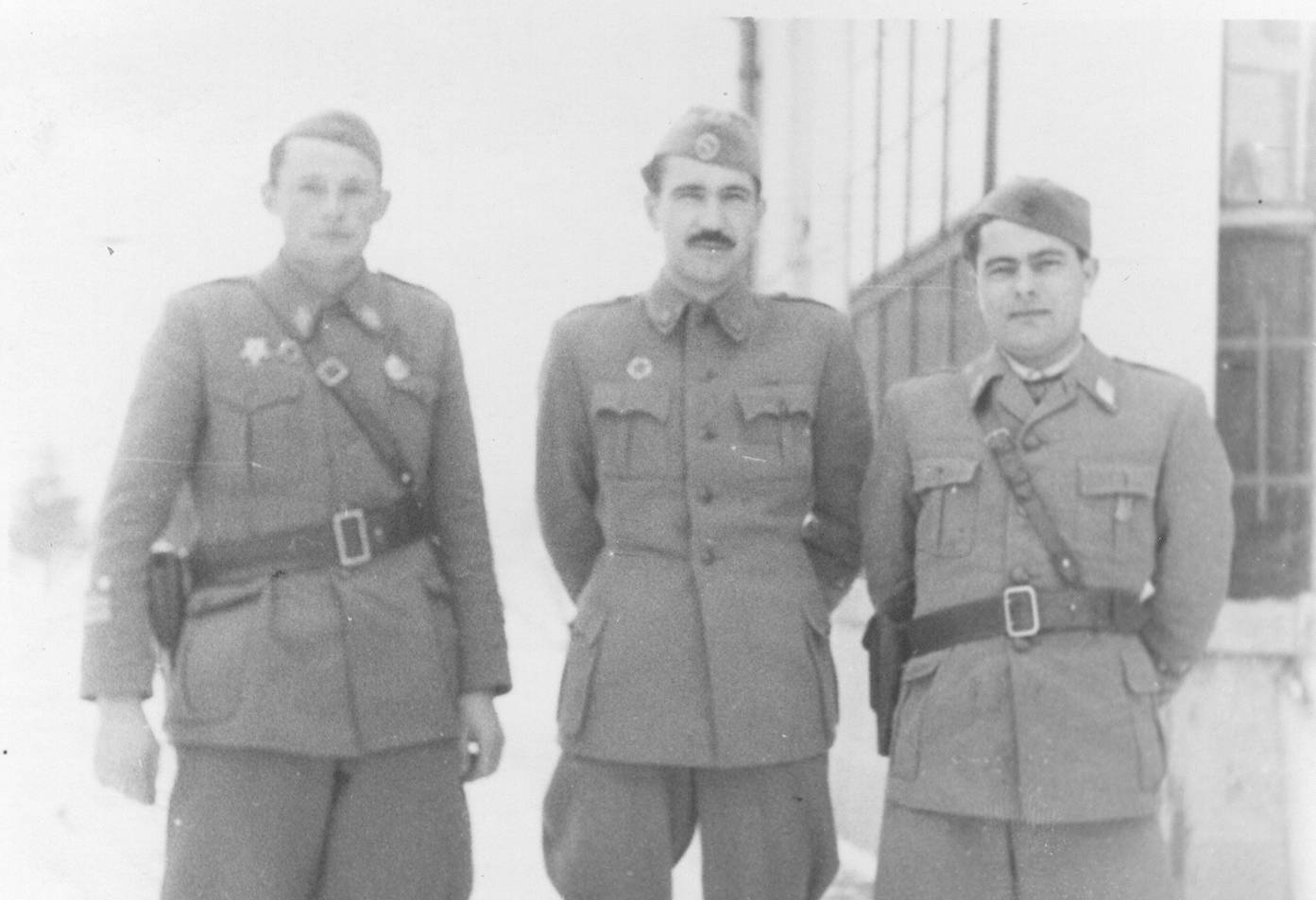
Gennaio 1944: a destra, Nikola Karanović, comandante della 3ª Brigata proletaria della Craina; a sinistra Stevo Rauš, comandante della 1ª Brigata proletaria della Craina. al centro Slavko Rodić, comandante del V Korpus.

Dopo la brillante vittoria, la brigata combatté sulla Manjaca planina e nelle zone di Ključ, Vrpolje e Sanski Most; mentre dopo l'assegnazione, a partire dal 14 novembre 1942, alla 1ª Divisione proletaria, partecipò alla sconfitta delle formazioni cetniche nella roccaforte di Čađavica, alla liberazione di Jajce e ai combattimenti intorno a Kotor Varoš e Teslić. Insieme con la 1ª Brigata proletaria d'assalto, difese il 1-2 gennaio 1943 il centro di Teslic dagli attacchi di oltre 2.000 soldati nemici, quindi rimase schierata fino all'inizio della battaglia della Neretva lungo il corso superiore del fiume Vrbas.
Nel corso della battaglia della Neretva, a partire da metà febbraio 1943, la brigata fu impegnata in giorni di aspri combattimenti difensivi nel settore Bugojno-Gornji Vakuf e partecipò insieme alla 4ª Brigata proletaria montenegrina al combattimento di Vilica Guvno del 2 marzo 1943 che permise di fermare l'avanzata tedesca verso l'ospedale partigiano. Subito dopo, dal 3 al 5 marzo 1943, il gruppo operativo principale del comando supremo sconfisse in una sanguinosa battaglia nei pressi di Gornji Vakuf, le truppe tedesche della 717. e 718. Divisione di fanteria. Nei giorni seguenti la brigata della Craina fece parte del gruppo di reparti partigiani impegnati a sbarrare le vie d'accesso di Bugojno-Prozor e Kupres-Ravno-Prozor, che riuscirono a proteggere la ritirata dei feriti nella direzione Glavatičevo, Bjelinic e Kalinovik. La brigata della Craina fu l'ultima formazione ad attraversare la Neretva dopo aver coperto la ritirata delle altre unità, dei feriti e dei malati; i suoi partigiani passarono il fiume a Jablanica il 15 marzo 1943. Dopo la fine della battaglia della Neretva, la 3ª Brigata della Craina prese parte dal 31 marzo al 19 aprile 1943 alla cosiddetta "operazione Drina" e contribuì alle vittorie dei partigiani contro i cetnici e gli italiani nel Sangiaccato, a Sahovici, Bijelo Polje e Mojkovac.
Nella battaglia della Sutjeska, iniziata il 20 maggio 1943, la brigata della Craina si batté inizialmente contro la 1. Divisione da montagna tedesca nel settore di Bijelo Polje e Mojkovac; ben presto tuttavia, a causa della pericolosa avanzata della 118. Divisione tedesca e della 7ª Brigata ustasa-domobrana in direzione di Foča e Čelebić che metteva in pericolo l'ospedale centrale partigiano, il comando supremo di Tito trasferì d'urgenza in questo settore una serie di formazioni partigiane, tra cui la 3ª Brigata della Craina che giunse il 23 maggio. In collaborazione con il "Gruppo operativo della Drina" e poi grazie all'intervento anche della 1ª e della 2ª Brigata proletaria, l'avanzata nemica venne fermata e i partigiani respinsero i tedesco-croati verso Foča e si spinsero il 26 maggio a sud-est di questa città; cinque brigate, tra cui la 3ª Krajiska sferrarono una serie di violenti attacchi per sfondare le linee nemiche; i tedesco-croati persero terreno ma riuscirono a mantenere le principali posizioni.
Dopo queste battaglie, la brigata difese dal 3 giugno i punti di attraversamento sul fiume Drina a Scepan Polje e Uzlup e poi prese parte ai durissimi combattimenti tra la Drina e l'affluente Sutjeska. I partigiani della Craina combatterono nella zona del Zelen Gora e appoggiarono l'attacco decisivo sferrato dalla 1ª Brigata proletaria a Balinovac che permise di rompere l'accerchiamento tedesco, subito dopo la brigata difese le linee di comunicazione Kalinovik-Foča. Il 14 giugno 1943 l'unità riuscì a uscire dalla sacca tedesca e marciò verso la Bosnia orientale. Le testimonianze jugoslave descrivono l'estrema violenza dei combattimenti durante la battaglia della Sutjeska; dopo combattimenti ravvicinati i tedeschi vennero sconfitti; in particolare il III battaglione della brigata ebbe un ruolo decisivo attaccando il nemico alle spalle di notte e provocando il cedimento dei tedeschi che si ritirarono in disordine in mezzo ai dirupi e alle rocce dell'impervio territorio montuoso. Nella battaglia della Sutjeska la 3ª Brigata della Craina sfuggì alla distruzione ma subì pesanti perdite: 267 morti su 1207 partigiani presenti all'inizio defgli scontri, corrispondente al 22% degli effettivi.

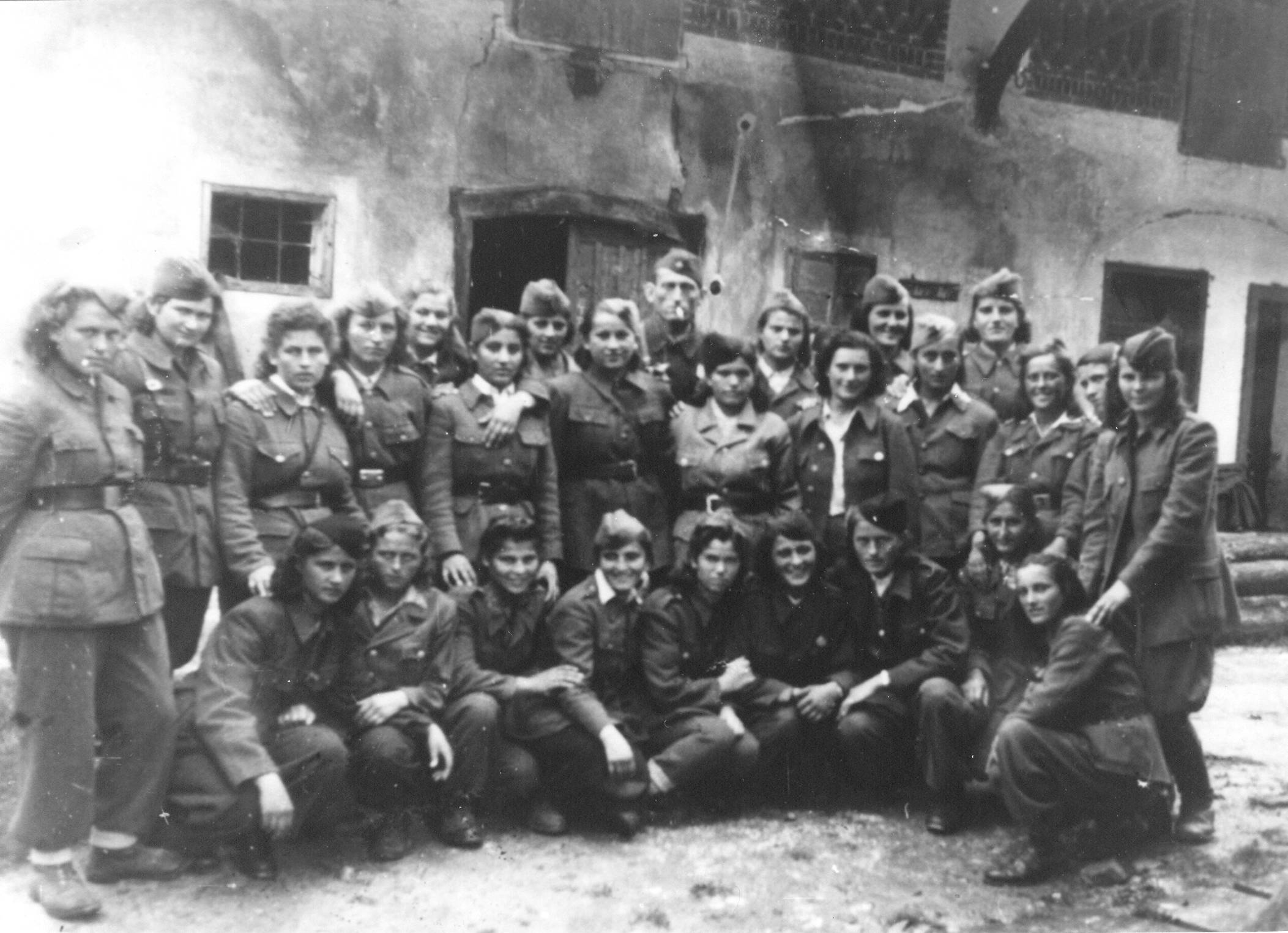
Reparto sanitario femminile della brigata.

Alla fine del mese di giugno e nel mese di luglio 1943 la brigata continuò a combattere, partecipando agli scontri nella Bosnia orientale mentre nel mese di agosto venne trasferita, su ordine del comando supremo partigiano, nella Bosnia occidentale. Nella metà di settembre l'unità raggiunse una serie di successi nei combattimenti per la città di Turbe e liberò Bugojno dopo aver rotto l'anello di accerchiamento delle forze domobrani e ustasa. Per queste brillanti vittorie, il 13 settembre 1943 il comandante supremo dell'Esercito popolare, Tito, assegnò alla brigata l'ambito titolo di "brigata proletaria", proleterske brigada. Nella seconda metà di settembre, dopo il crollo dell'esercito italiano a seguito dell'armistizio dell'8 settembre, la brigata proletaria della Craina liberò Duvno e quindi venne trasferita d'urgenza in Dalmazia dove erano in corso aspri combattimenti; l'unità ricevette l'ordine di passare nella zona di Travnik. La brigata quindi entrò a Sinj, in Dalmazia, dove dovette affrontare le forze croate e le truppe tedesche della Wehrmacht. In ottobre i partigiani presero Kupres e sferrarono un attacco diversivo a Zenica; fino alla fine dell'anno la brigata fu in azione soprattutto nella valle del fiume Vrbas e nella Bosnia centrale; nel dicembre 1943 combatté nel settore di Šujice.

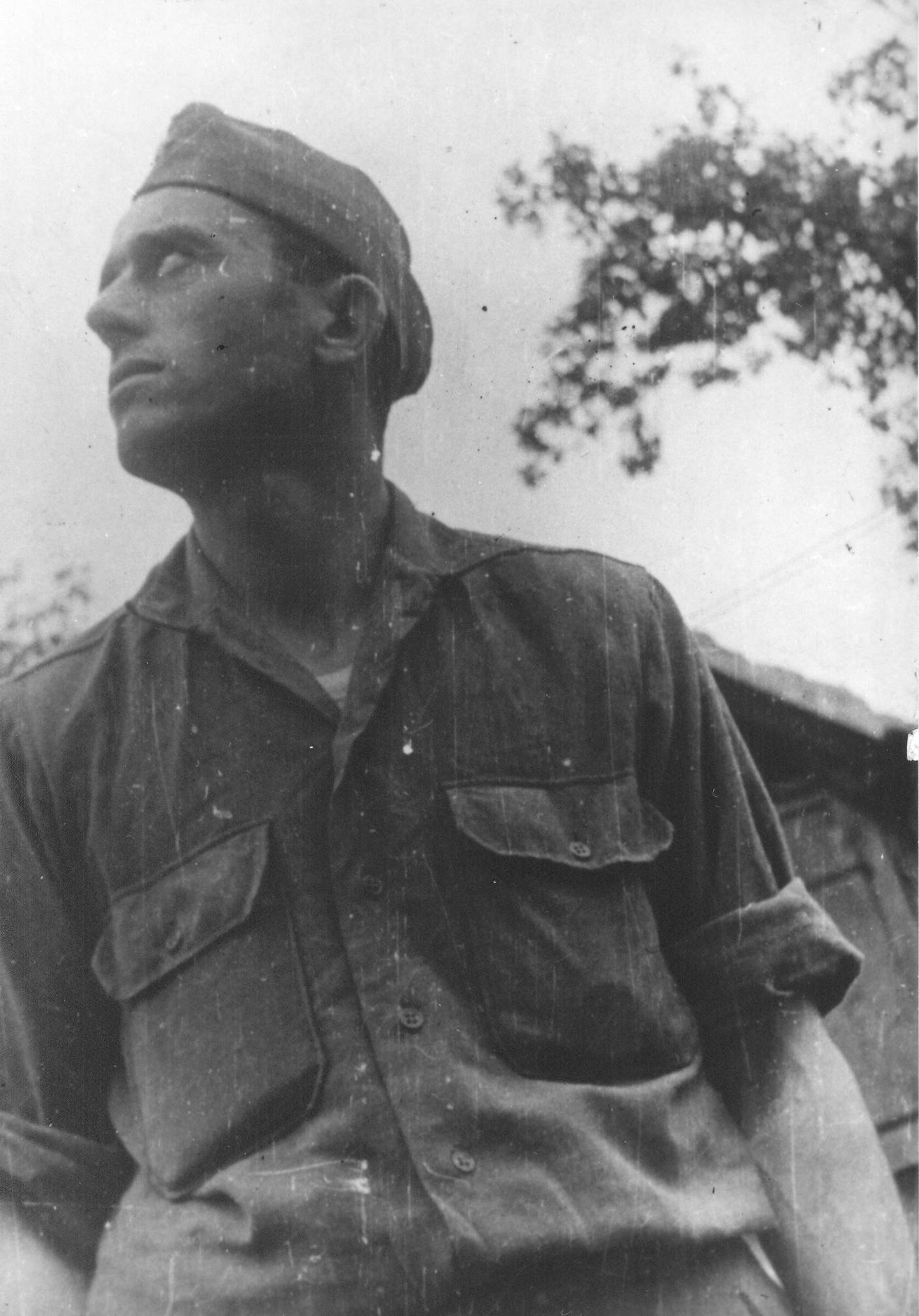
Vlado Bajić, il comandante della brigata nell'ultimo periodo della guerra.

Dal settembre 1943 erano entrati a far parte della brigata della Craina numerosi soldati italiani sbandati dopo la resa dell'Italia e la disgregazione delle sue forze armate. Questi volontari italiani riuscirono a stringere rapporti amichevoli con i loro ex-nemici partigiani jugoslavi e dimostrarono di essere ottimi combattenti. Una parte dei volontari italiani furono organizzati nel cosiddetto "2º battaglione volontario italiano", più noto come "battaglione Matteotti", che venne costituito il 15 ottobre 1943 ed entrò a far parte della 3ª Brigata proletaria della Craina; il 5 dicembre dello stesso anno il battaglione italiano divenne ufficialmente il VI battaglione della brigata.
Nel gennaio 1944 la 3 Brigata della Craina prese parte all'offensiva di Banja Luka, durante la quale i partigiani entrarono in città e catturarono 408 soldati nemici; da quel momento l'unità continuò a combattere in questo settore fino alla fine di maggio, effettuando numerose azioni e combattendo accanitamente, inquadrata nel V Korpus di Slavko Rodić, contro le truppe tedesche e croate. La brigata fu coinvolta anche nelle battaglie a Drvar in conseguenza dell'offensiva tedesca del 25-27 maggio 1944, l'operazione Rösselsprung, i partigiani della Craina sconfissero le forze nemiche che avanzavano in direzione di Livno e di Glamoč; in seguito la brigata combatté ancora in direzione di Lisa-Milinište dove riuscì a respingere venti attacchi nemici.
Dopo queste battaglie, la brigata venne assegnata alla 1ª Divisione proletaria e iniziò la marcia verso sud-est seguendo il percorso Zec planina-Planinica-Bitovnja-Kalinovik-Foča-Cajnice-Brodarevo; giunta nel Montenegro, l'unità partecipò agli aspri combattimenti nel settore del monte Durmitor contro le truppe tedesche impegnate nell'operazione Rübezahl. Dal territorio montenegrino, alla fine di agosto la brigata iniziò, insieme alle altre forze partigiane di Peko Dapčević la penetrazione in Serbia e fino a metà ottobre prese parte alle violente battaglie per liberare la Serbia occidentale e la Sumadija contribuendo a sconfiggere i cetnici a Zlatibor e i bulgari a Palisade, e partecipando alla liberazione di Ivanjica, Arilje, Užice, Požega e Kosjerić. In particolare la 3ª della Craina fu in azione intorno a Užice e al fiume Moravica, neutralizzando le forze tedesche e cetniche.
Nella seconda metà di ottobre 1944 la brigata, sempre inquadrata nella 1ª Divisione proletaria, ebbe un ruolo molto importante durante la decisiva offensiva di Belgrado, prendendo parte alla marcia di avvicinamento alla capitale, combattendo duri scontri all'interno dell'area urbana e conquistando infine il 20 ottobre la fortezza di Kalemegdan dove erano asserragliati i difensori tedeschi. Nell'ultima fase della guerra i partigiani della Craina furono impegnati anche sul fronte dello Srem e contribuirono nell'aprile 1945 allo sfondamento del fronte tedesco prima partecipare alla liberazione della Slavonia e di terminare la lotta di liberazione entrando a Zagabria l'8 maggio 1945.

## Eroi nazionali della 3ª Brigata proletaria d'assalto della Craina
Alcuni dei più famosi partigiani della brigata del Sangiaccato che ricevettero l'onorificenza di Narodni heroj Jugoslavije, "Eroi nazionali della Jugoslavia", furono:
- Nikola Karanović, comandante di brigata
- Vlado Bajić, comandante di brigata
- Miladin Zorić Garača, comandante di compagnia
- Marko Jokić, comandante prima compagnia
- Đuran Kovačević, comandante II battaglione
- Nikola Vojvodić, vice comandante II battaglione
- Milan Ćup, commissario politico IV battaglione
- Mile Latinović, comandante V battaglione